# Paul Löhr
Paul Löhr (* 14. Januar 2001 in Kirn) ist ein deutscher Fußballtorhüter. Er stand beim Karlsruher SC unter Vertrag.

## Karriere
Löhr begann seine Laufbahn in der Jugend des Karlsruher SC. Dort durchlief er die U-17- und die U-19-Mannschaft, bevor er im Juni 2020 seinen ersten Profivertrag unterschrieb und in der Folge fest dem Zweitligakader angehörte. Dort fungierte er hinter Marius Gersbeck und Markus Kuster als dritter Torhüter. Am 13. Spieltag stand er erstmals im Profikader, kam aber erst am letzten Spieltag der Saison 2020/21 beim 2:1-Auswärtssieg gegen den 1. FC Heidenheim zu seinem Profidebüt, als er von Cheftrainer Christian Eichner kurz vor Spielende für Markus Kuster eingewechselt wurde. Seit Juli 2022 war Löhr vertragslos; im April 2023 unterschrieb er bei Fortuna Kirchfeld aus der Landesliga Mittelbaden. Nach einer schweren Verletzung kam er nicht mehr in alte Form und erhielt keinen neuen Vertrag. Er half 2023 Kirchfeld in der Landesliga in 2 Spielen aus, beendete aber seine Karriere.